# 生産過程
生産過程（せいさんかてい）とは経済学用語の一つ。これは資本主義社会において労働が行われることにより、共に価値が増殖していく過程を総合して生産過程と言う。
マルクス経済学においても生産過程と言うのは研究されている事柄であり、マルクス経済学では価値形成過程の中において「P」と表示されている。搾取というのはこの生産過程の中で行われているということであり、労働者による生産過程においての生産が労働者に還元されていないということが資本家による価値蓄積となっているのである。生産過程においての搾取というのは職場のみならず家庭においても存在しているということであり、妻による家事労働というのがこれに当てはまる。というのも働き手である夫が職場で労働ができるのも家内において妻が家事労働を行って夫を支えているからであり、それならば夫が労働成果を上げられたならばそれは妻の労働成果でもあるということになる。だが妻は愛などというイデオロギーの元に無償労働を行うこととなっており、このことから家庭内においても家事労働という生産過程で資本主義による搾取が行われているということになるわけである。